# Condat-lès-Montboissier

Condat-lès-Montboissier este o comună în departamentul Puy-de-Dôme, Franța. În 1 ianuarie 2022 avea o populație de 230 de locuitori.